# La Fortune
La Fortune es una localidad de Trinidad y Tobago, que forma parte de la región de Penal-Debe.

## Geografía
La localidad abarca parte de la isla Trinidad y limita al norte y oeste con La Romaine, al sur con San Francique y La Fortune-Pluck (ambas localidades pertenecientes a la región de Siparia), y al este con Hermitage Village.

## Demografía
Datos demográficos de la localidad de La Fortune:
| Gráfica de evolución demográfica de La Fortune entre 2000 y 2011 |
|                                                                  |